# Benholm Parish Church

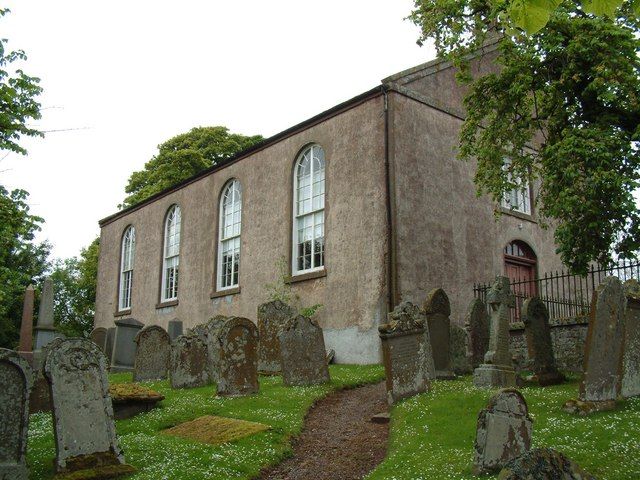
Benholm Parish Church

Die Benholm Parish Church ist eine ehemalige Pfarrkirche in der schottischen Streusiedlung Benholm in der Council Area Aberdeenshire. 1972 wurde das Bauwerk in die schottischen Denkmallisten in der Kategorie B aufgenommen. Die Hochstufung in die höchste Denkmalkategorie A erfolgte 2005.

## Geschichte
Bereits im 13. Jahrhundert befand sich am Standort ein Kirchengebäude. Dieses dem keltischen Heiligen Marnock geweihte, gotische Gebäude diente ab 1242 als Pfarrkirche des neugeschaffenen Parishs. Die heutige Benholm Parish Church wurde 1832 errichtet und am 16. September desselben Jahres konsekriert. Im März wurden zuvor die letzten Fragmente der mittelalterlichen Kirche mittels Schwarzpulvers gesprengt. Mit der Verschmelzung zweier Kirchengemeinden wurde die Pfarrkirche redundant. Am 6. Juni 2004 wurde dort die letzte Messe gelesen.
2011 wurde das Gebäude in das Register gefährdeter denkmalgeschützter Bauwerke in Schottland aufgenommen. 2018 wurde sein Zustand als verhältnismäßig gut bei gleichzeitig geringer Gefährdung eingestuft.

## Beschreibung
Die Benholm Parish Church steht inmitten der Streusiedlung Benholm rund einen Kilometer entfernt von der Nordseeküste. Die schlichte klassizistische Saalkirche weist einen länglichen Grundriss auf. Die Südfassade des Harl-verputzten Gebäudes ist mit vier hohen Rundbogenfenstern ausgeführt. Die Giebelseiten sind mit stilisierten Dreiecksgiebeln gestaltet. Das Hauptportal an der Westseite schließt mit einem Segmentbogen, in den ein fünfteiliges Kämpferfenster eingebracht ist. 
Beim Bau wurden Fragmente der mittelalterlichen Kirche wiederverwendet. Des Weiteren wurden zwei Wandmonumente aus dem 17. Jahrhundert aus dem Chor der alten Kirche in das aktuelle Bauwerk verbracht. Sie erinnern an das Ableben von William Keith, 5. Earl Marischal beziehungsweise Robert Scott of Benholm. Während das erste Monument eher naiv skulpturiert ist, ist das zweite mit einer barocken Marmortafel gestaltet.